# Matemáticas

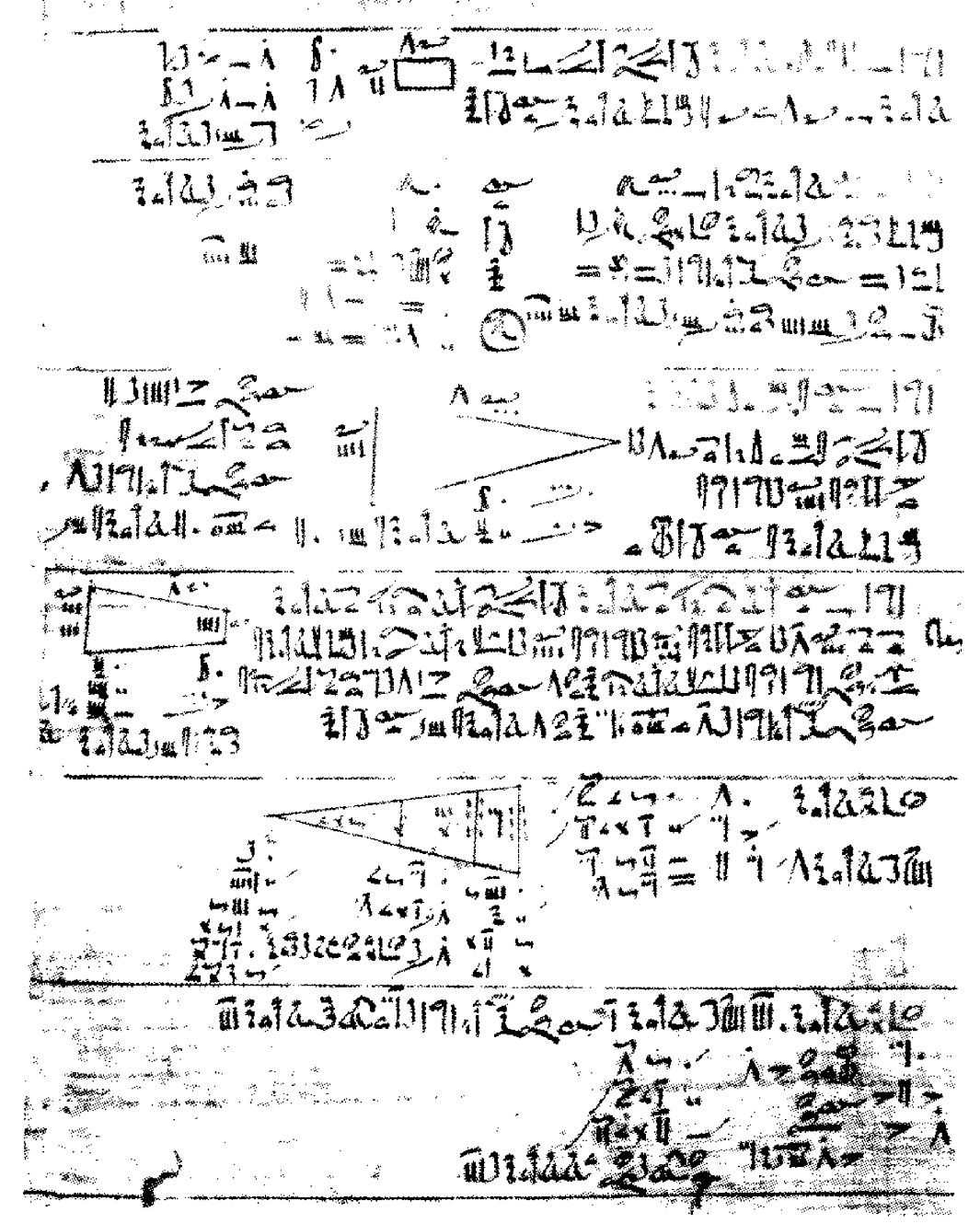
El papiro egipcio de Ahmes

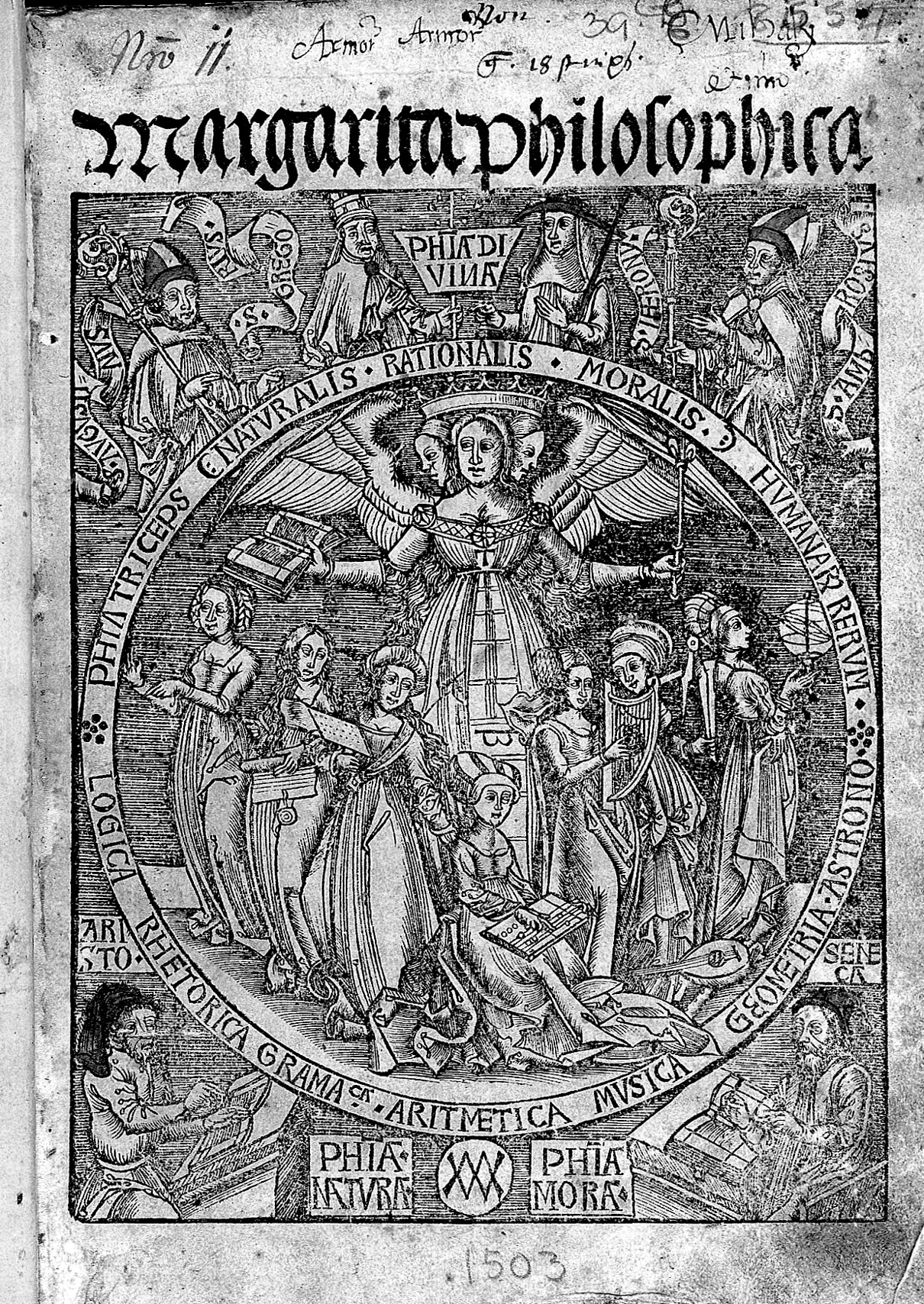
Margarita philosophica (literalmente, «perla filosófica»): en este grabado de 1508 de Gregor Reisch, monje cartujo, humanista y polígrafo alemán, se observa a Madame Aritmética instruyendo a un algorista (especialista en algoritmos) y a un abascista (especialista en el uso del ábaco), dos maneras de hacer los cálculos.

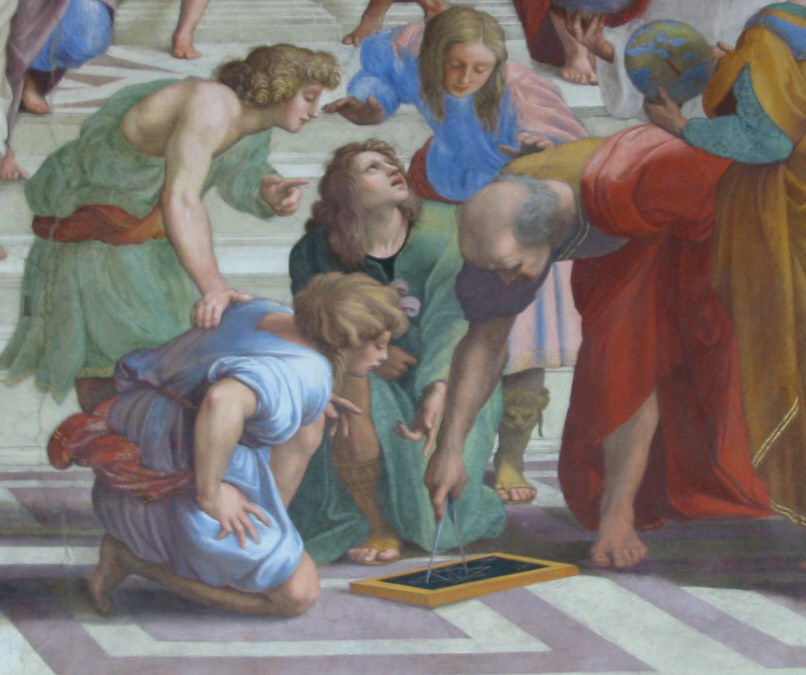
Euclides (matemático griego del siglo III a. C.), representado sosteniendo un compás, según lo imaginado por Rafael Sanzio en este detalle de La escuela de Atenas.

Las matemáticas, o también la matemática  (del latín mathematĭca, y a la vez del griego μαθηματικά, transliterado como mathēmatiká, derivado de μάθημα, tr. máthēma (conocimiento)) son una ciencia formal que surgió del estudio de las figuras geométricas y la aritmética con números. Hoy en día se suele aceptar que la matemática es una ciencia que investiga patrones.

## Descripción
Las ciencias naturales han hecho un uso extensivo de la matemática para explicar diversos fenómenos observables, tal como lo expresó Eugene Paul Wigner (Premio Nobel de Física en 1963):

«El primer punto es que la enorme utilidad de las matemáticas en las ciencias naturales es algo que roza lo misterioso y que no tiene una explicación racional. En segundo lugar, es precisamente esta extraña utilidad de los conceptos matemáticos lo que plantea la cuestión de la unicidad de nuestras teorías físicas.» 

«El milagro de la adecuación del lenguaje de las matemáticas para la formulación de las leyes de la física es un don maravilloso que no comprendemos ni merecemos.» 

Galileo Galilei, en la misma línea, lo había expresado así:

«La filosofía está escrita en este enorme libro, que está continuamente abierto ante nuestros ojos (digo en el nuevo idioma), pero uno no puede entenderlo primero, uno no aprende a entender el idioma y a conocer los caracteres en que está escrito. Está escrito en lenguaje matemático, y los caracteres son triángulos, círculos y otras figuras geométricas, sin las cuales es imposible entender una palabra; sin éstos es un vano vagar por un oscuro laberinto.» 

Mediante la abstracción y el uso de la lógica en el razonamiento, la matemática ha evolucionado basándose en el cálculo y las mediciones, junto con el estudio sistemático de la forma y el movimiento de los objetos físicos. Las matemáticas, desde sus comienzos, han tenido un fin práctico.
Las explicaciones que se apoyaban en la lógica aparecieron por primera vez con la matemática helénica, especialmente con los Elementos de Euclides. La matemática siguió desarrollándose, con continuas interrupciones, hasta que en el Renacimiento las innovaciones matemáticas interactuaron con los nuevos descubrimientos científicos. Como consecuencia, hubo una aceleración en la investigación que continúa hasta la actualidad.
Hoy día, la matemática se usa en todo el mundo como una herramienta esencial en muchos campos, entre los que se encuentran las ciencias naturales, las ciencias aplicadas, las humanidades, la medicina y las ciencias sociales, e incluso disciplinas que, aparentemente, no están vinculadas con ella, como la música (por ejemplo, en cuestiones de resonancia armónica, Cuerda vibrante, etc.) y la literatura. Las matemáticas aplicadas, rama de la matemática destinada a la aplicación del conocimiento matemático a otros ámbitos, inspiran y hacen uso de los nuevos descubrimientos matemáticos y, en ocasiones, conducen al desarrollo de nuevas disciplinas. Los matemáticos también participan en la matemática pura, sin tener en cuenta sus aplicaciones, aunque estas suelen ser descubiertas con el paso del tiempo.

## Historia
Las matemáticas son una de las ciencias más antiguas. Floreció primero antes de la antigüedad en Mesopotamia, en cuanto a la geometría India y China, y más tarde en la antigüedad en Grecia y el helenismo. De ahí data la orientación hacia la tarea de «demostración puramente lógica» y la primera axiomatización, a saber, la geometría euclidiana. En la Edad Media sobrevivió de forma independiente en el primer humanismo de las universidades y en el mundo árabe.
A principios de la era moderna, François Viète introdujo variables y René Descartes inauguró un enfoque computacional de la geometría mediante el uso de coordenadas. La consideración de las tasas de cambio (fluxión) así como la descripción de las tangentes y la determinación de los contenidos de las superficies (cuadratura) condujeron al cálculo infinitesimal de Gottfried Wilhelm Leibniz e Isaac Newton. La mecánica de Newton y su ley de la gravitación fueron también una fuente de orientación de problemas matemáticos como el problema de los tres cuerpos en los siglos siguientes.
Otro de los principales problemas de la primera época moderna fue la solución de ecuaciones algebraicas cada vez más complicadas. Para hacer frente a esto, Niels Henrik Abel y Évariste Galois desarrollaron el concepto de grupo, que describe las relaciones entre las simetrías de un objeto. El álgebra más reciente y, en particular, la geometría algebraica pueden considerarse como una profundización de estas investigaciones.
Una idea entonces nueva en el intercambio de cartas entre Blaise Pascal y Pierre de Fermat en 1654 acerca del problema de los juegos de azar, aunque existían otras soluciones discutibles como las de Cardano, quien intentó matematizarlas. Pierre-Simon Laplace hace un recuento de los diferentes logros hasta 1812 cuando publica su Ensayo filosófico sobre las posibilidades. Las nuevas ideas y métodos conquistaron muchos campos. Pero durante siglos, la teoría clásica de la probabilidad se dividió en escuelas separadas. Los intentos de definir explícitamente el término «probabilidad» solo tuvieron éxito para casos especiales. Solo la publicación del libro de texto de Andrei Kolmogorov en 1933 Los fundamentos de la Teoría de la Probabilidad  completó el desarrollo de los fundamentos de la teoría moderna de la probabilidad.
En el transcurso del siglo XIX, el cálculo infinitesimal encontró su forma actual de rigor gracias a los trabajos de Augustin-Louis Cauchy y Karl Weierstrass. La teoría de conjuntos desarrollada por Georg Cantor hacia finales del siglo XIX es también indispensable en la matemática actual, aunque las paradojas del concepto ingenuo de conjuntos dejaron claro, en un primer momento, la incierta base sobre la que se asentaban las matemáticas.
El desarrollo de la primera mitad del siglo XX estuvo influenciado por la publicación de los problemas de Hilbert. Uno de los problemas intentaba axiomatizar completamente las matemáticas; al mismo tiempo, se hicieron grandes esfuerzos de abstracción, es decir, el intento de reducir los objetos a sus propiedades esenciales. Así, Emmy Noether desarrolló los fundamentos del álgebra moderna, Felix Hausdorff desarrolló la topología general como el estudio de los espacios topológicos, Stefan Banach desarrolló probablemente el concepto más importante del análisis funcional, el espacio de Banach que lleva su nombre. Un nivel de abstracción aún mayor, un marco común para la consideración de construcciones similares de diferentes áreas de las matemáticas, fue finalmente creado por la introducción de la teoría de categorías por Samuel Eilenberg y Saunders Mac Lane.

## Introducción

### Etimología
La palabra «matemática» (del griego μαθηματικά mathēmatiká, «cosas que se aprenden») viene del griego antiguo μάθημα (máthēma), que quiere decir «campo de estudio o instrucción». Las matemáticas requieren un esfuerzo de instrucción o aprendizaje, refiriéndose a áreas del conocimiento que solo pueden entenderse tras haber sido instruido en las mismas, como la astronomía. «El arte matemática» (μαθηματική τέχνη, mathēmatikḗ tékhnē) se contrapondría en esto a la música, «el arte de las musas» (μουσική τέχνη, mousikē téchnē), que sería un arte, como la poesía, retórica y similares, que se puede apreciar directamente, «que se puede entender sin haber sido instruido». Aunque el término ya era usado por los pitagóricos (matematikoi) en el siglo VI a. C., alcanzó su significado más técnico y reducido de «estudio matemático» en los tiempos de Aristóteles (siglo IV a. C.). Su adjetivo es μαθηματικός (mathēmatikós), «relacionado con el aprendizaje», lo cual, de manera similar, vino a significar «matemático». En particular, μαθηματική τέχνη (mathēmatikḗ tékhnē; en latín ars mathematica), significa «el arte matemática».
La forma más usada es el plural matemáticas (cuyo acortamiento, en algunos países, es «mates»), que tiene el mismo significado que el singular y viene de la forma latina mathematica (Cicerón), basada en el plural en griego τα μαθηματικά (ta mathēmatiká), usada por Aristóteles y que significa, a grandes rasgos, «todas las cosas matemáticas». Algunos autores, sin embargo, hacen uso de la forma singular del término; tal es el caso de Bourbaki, en el tratado Elementos de matemática (Élements de mathématique, 1940), destaca la uniformidad de este campo aportada por la visión axiomática moderna, aunque también hace uso de la forma plural como en Éléments d'histoire des mathématiques (1969), posiblemente sugiriendo que es Bourbaki quien finalmente realiza la unificación de las matemáticas. Así mismo, en el escrito L'Architecture des mathématiques (1948) plantea el tema en la sección «¿Matemáticas, singular o plural?» donde defiende la unicidad conceptual de la matemática aunque hace uso de la forma plural en dicho escrito.

### Algunas definiciones de matemática
Establecer definiciones claras y precisas es el fundamento de la matemática, aunque encontrar una definición única para ella es improbable. Se muestran algunas reflexiones de reconocidos autores:
- René Descartes:

«Y considerando esto más atentamente al cabo se nota que  solamente aquellas en las que se estudia cierto orden y  medida hacen referencia a la Mathesis, y que no importa si tal medida ha de buscarse en los números, en las figuras, en los astros, en los sonidos o en cualquier otro objeto;» 

- Carl Friedrich Gauss:

«El matemático se abstrae totalmente de la naturaleza de los objetos y el contenido de sus relaciones; se preocupa únicamente por la enumeración  y la comparación de las relaciones entre ellos [...]» 

- David Hilbert:

«[...] nos lleva a una concepción de las matemáticas que considera a éstas como un inventario de fórmulas a las que corresponden, en primer lugar, expresiones concretas de enunciados finitistas y a las que se añaden, en segundo lugar, otras fórmulas que carecen de todo significado y que constituyen los objetos ideales de nuestra teoría.» 

- Benjamin Peirce:

«La matemática es la ciencia que extrae conclusiones necesarias.» 

- Bertrand Russell: Trató de probar[66][67]

«que toda la Matemática pura trabaja exclusivamente con conceptos definibles en función de un número muy pequeño de conceptos lógicos fundamentales, y de que todas las  proposiciones se pueden deducir de un número muy pequeño de  principios lógicos fundamentales.» 

- John David Barrow:

«En el fondo, matemáticas es el nombre que le damos al conjunto de todos los patrones e interrelaciones posibles. Algunos de esos patrones están entre formas, otros están en secuencias de números, mientras que otros son relaciones más abstractas entre estructuras. La esencia de las matemáticas radica en las relaciones entre cantidades y cualidades. Por lo tanto, son las relaciones entre los números, no los números en sí mismos, las que constituyen el foco de interés de los matemáticos modernos.» 

### Epistemología y controversia sobre la matemática como ciencia
El carácter epistemológico y científico de la matemática ha sido ampliamente discutido. En la práctica, la matemática se emplea para estudiar relaciones cuantitativas, estructuras, relaciones geométricas y las magnitudes variables. Los matemáticos buscan patrones, formulan nuevas conjeturas e intentan alcanzar la verdad matemática mediante deducciones rigurosas. Estas les permiten establecer los axiomas y las definiciones apropiados para dicho fin. Algunas definiciones clásicas restringen las matemáticas al razonamiento sobre cantidades, aunque solo una parte de la matemática actual usa números, predominando el análisis lógico de construcciones abstractas no cuantitativas.
Existe cierta discusión acerca de si los objetos matemáticos, como los números y puntos, realmente existen o simplemente provienen de la imaginación humana. El matemático Benjamin Peirce definió las matemáticas como «la ciencia que señala las conclusiones necesarias». Por otro lado:

«cuando las leyes de la matemática se refieren a la realidad, no son exactas; cuando son exactas, no se refieren a la realidad».
Albert Einstein

Se ha discutido el carácter científico de las matemáticas debido a que sus procedimientos y resultados poseen una firmeza e inevitabilidad inexistentes en otras disciplinas como pueden ser la física, la química o la biología. Así, la matemática sería tautológica, infalible y a priori, mientras que otras, como la geología o la fisiología, serían falibles y a posteriori. Son estas características lo que hace dudar de colocarse en el mismo rango que las disciplinas antes citadas pese a las afirmaciones como las de John Stuart Mill quien sostenía en 1843:

«En realidad, las leyes de los números son verdades físicas provenientes de la observación.»

Así, los matemáticos pueden descubrir nuevos procedimientos para resolver integrales o teoremas, pero se muestran incapaces de descubrir un suceso que ponga en duda el Teorema de Pitágoras o cualquier otro, como sí sucede constantemente con las ciencias de la naturaleza.
|  |  |

La matemática puede ser entendida como ciencia; si es así debiera señalarse su objeto y su método. Sin embargo, algunos plantean que la matemática es un lenguaje formal, seguro, eficiente, aplicable al entendimiento de la naturaleza, tal como indicó Galileo; además muchos fenómenos de carácter social, otros de carácter biológico o geológico, pueden ser estudiados mediante la aplicación de ecuaciones diferenciales, cálculo de probabilidades o teoría de conjunto. Precisamente, el avance de la física y de la química ha exigido la invención de nuevos conceptos, instrumentos y métodos en la matemática, sobre todo en el análisis real, análisis complejo y el análisis matricial.

## Aspectos formales, metodológicos y estéticos

### La inspiración, las matemáticas puras, aplicadas y la estética

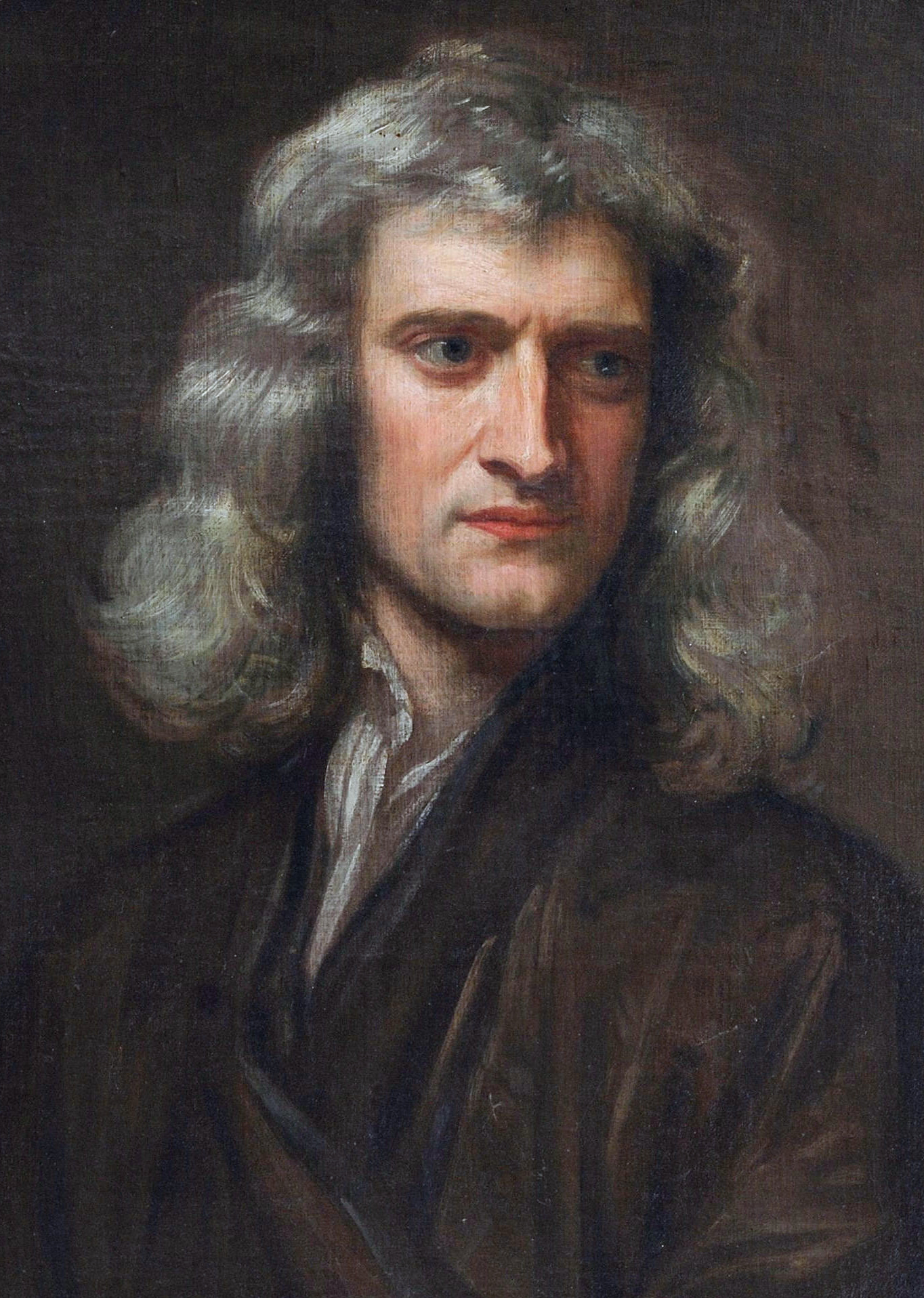
Isaac Newton (1643-1727), comparte con Leibniz la autoría del desarrollo del cálculo integral y diferencial.

Es muy posible que el arte de calcular haya sido desarrollado antes incluso que la escritura, relacionado fundamentalmente con la contabilidad y la administración de bienes, el comercio, en la agrimensura y, posteriormente, en la astronomía.
Actualmente, todas las ciencias aportan problemas que son estudiados por matemáticos, al mismo tiempo que aparecen nuevos problemas dentro de las propias matemáticas. Por ejemplo, el físico Richard Feynman propuso la integral de caminos como fundamento de la mecánica cuántica, combinando el razonamiento matemático y el enfoque de la física, pero todavía, no se ha logrado una definición plenamente satisfactoria en términos matemáticos. Igualmente, la teoría de cuerdas, una teoría científica en desarrollo que trata de unificar las cuatro fuerzas fundamentales de la física, sigue inspirando a las más modernas matemáticas.
Algunas matemáticas solo son relevantes en el área en la que estaban inspiradas y son aplicadas para otros problemas en ese campo. Sin embargo, a menudo las matemáticas inspiradas en un área concreta resultan útiles en muchos ámbitos, y se incluyen dentro de los conceptos matemáticos generales aceptados. El notable hecho de que incluso la matemática más pura habitualmente tiene aplicaciones prácticas es lo que Eugene Paul Wigner ha definido como «la irrazonable eficacia de las matemáticas en las Ciencias Naturales».
Como en la mayoría de las áreas de estudio, la explosión de los conocimientos en la era científica ha llevado a la especialización de las matemáticas. Hay una importante distinción entre las matemáticas puras y las matemáticas aplicadas. La mayoría de los matemáticos que se dedican a la investigación se centran únicamente en una de estas áreas y, a veces, la elección se realiza cuando comienzan su licenciatura. Varias áreas de las matemáticas aplicadas se han fusionado con otras áreas tradicionalmente fuera de las matemáticas y se han convertido en disciplinas independientes, como pueden ser la estadística, la investigación de operaciones o la informática.
Aquellos que sienten predilección por las matemáticas, consideran que prevalece un aspecto estético que define a la mayoría de las matemáticas. Muchos matemáticos hablan de la elegancia de la matemática, su intrínseca estética y su belleza interna. En general, uno de sus aspectos más valorados es la simplicidad. Hay belleza en una simple y contundente demostración, como la demostración de Euclides de la existencia de infinitos números primos, y en un elegante análisis numérico que acelera el cálculo, así como en la transformada rápida de Fourier. Godfrey Harold Hardy en A Mathematician's Apology  (Apología de un matemático) expresó la convicción de que estas consideraciones estéticas son, en sí mismas, suficientes para justificar el estudio de las matemáticas puras. Los matemáticos con frecuencia se esfuerzan por encontrar demostraciones de los teoremas que son especialmente elegantes, el excéntrico matemático Paul Erdős se refiere a este hecho como la búsqueda de pruebas de El Libro en el que Dios ha escrito sus demostraciones favoritas. La popularidad de la matemática recreativa es otra señal que nos indica el placer que produce resolver las preguntas matemáticas.

### Notación, lenguaje y rigor

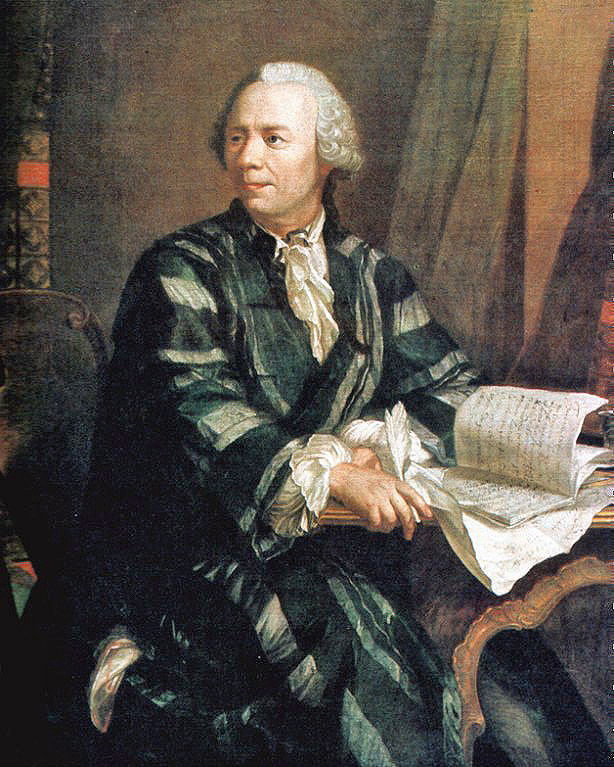
Leonhard Euler. Probablemente el más prolífico matemático de todos los tiempos.

La mayor parte de la notación matemática que se utiliza hoy en día no se inventó hasta el siglo XVIII. Antes de eso, las matemáticas eran escritas con palabras, un minucioso proceso que limitaba el avance matemático. En el siglo XVIII, Euler, fue responsable de muchas de las notaciones empleadas en la actualidad. La notación moderna hace que las matemáticas sean mucho más fácil para los profesionales, pero para los principiantes resulta complicada. La notación reduce las matemáticas al máximo, hace que algunos símbolos contengan una gran cantidad de información. Al igual que la notación musical, la notación matemática moderna tiene una sintaxis estricta y codifica la información que sería difícil de escribir de otra manera.

El símbolo de infinito en diferentes tipografías.

El lenguaje matemático también puede ser difícil para los principiantes. Palabras tales como o y solo si tienen significados más precisos que en lenguaje cotidiano. Además, palabras como abierto y cuerpo tienen significados matemáticos muy concretos. La jerga matemática, o lenguaje matemático, incluye términos técnicos como homeomorfismo o integrabilidad. La razón que explica la necesidad de utilizar la notación y la jerga es que el lenguaje matemático requiere más precisión que el lenguaje cotidiano. Los matemáticos se refieren a esta precisión en el lenguaje y en la lógica como el «rigor».
El rigor es una condición indispensable que debe tener una demostración matemática. Los matemáticos quieren que sus teoremas a partir de los axiomas sigan un razonamiento sistemático. Esto sirve para evitar teoremas erróneos, basados en intuiciones falibles, que se han dado varias veces en la historia de esta ciencia. El nivel de rigor previsto en las matemáticas ha variado con el tiempo: los griegos buscaban argumentos detallados, pero en tiempos de Isaac Newton los métodos empleados eran menos rigurosos. Los problemas inherentes de las definiciones que Newton utilizaba dieron lugar a un resurgimiento de un análisis cuidadoso y a las demostraciones oficiales del siglo XIX. Ahora, los matemáticos continúan apoyándose entre ellos mediante demostraciones asistidas por ordenador.
Un axioma se interpreta tradicionalmente como una «verdad evidente», pero esta concepción es problemática. En el ámbito formal, un axioma no es más que una cadena de símbolos, que tiene un significado intrínseco solo en el contexto de todas las fórmulas derivadas de un sistema axiomático.

### La matemática como ciencia

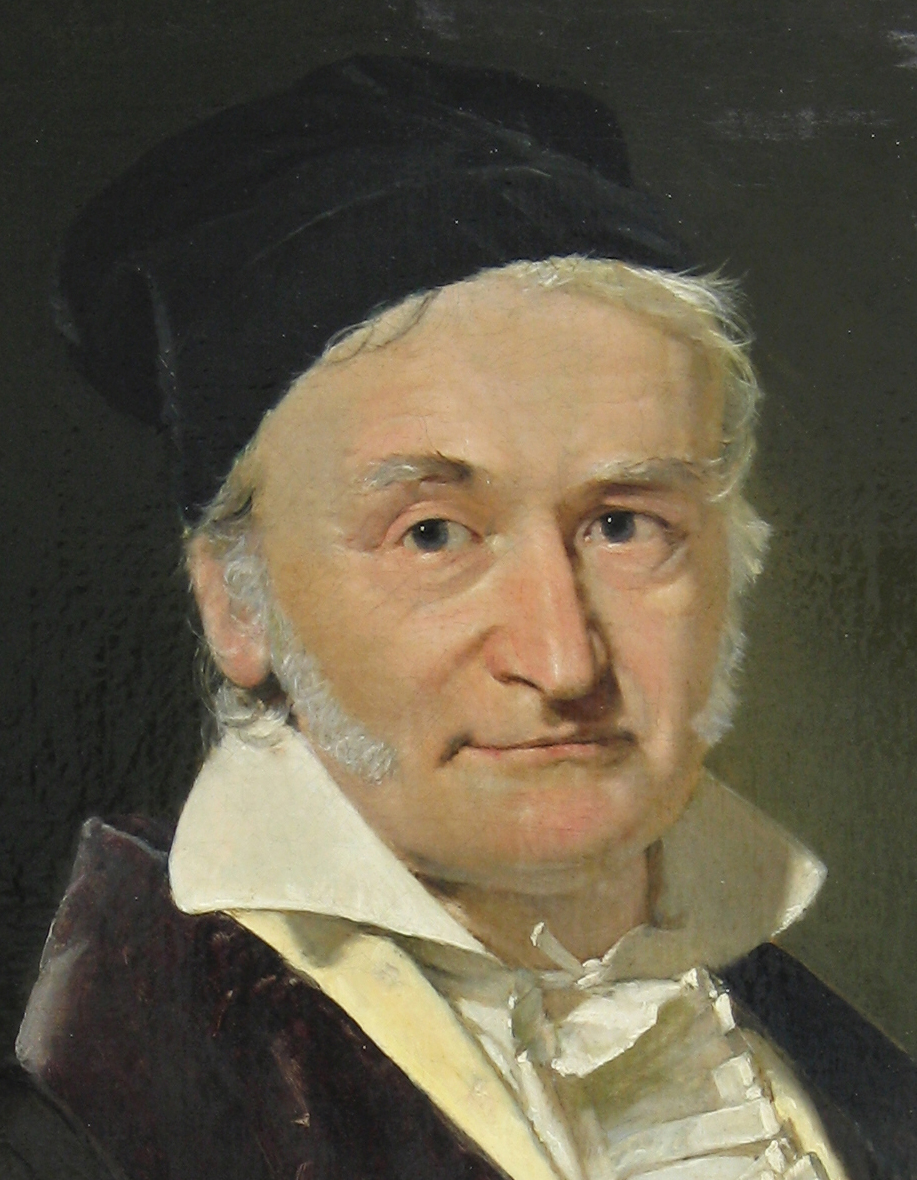
Carl Friedrich Gauss, apodado el «príncipe de los matemáticos», se refería a la matemática como «la reina de las ciencias».

Carl Friedrich Gauss se refería a la matemática como «la reina de las ciencias». Tanto en el latín original Scientiārum Regīna, así como en alemán Königin der Wissenschaften, la palabra ciencia debe ser interpretada como (campo de) conocimiento. Si se considera que la ciencia es el estudio del mundo físico, entonces las matemáticas, o por lo menos las matemáticas puras, no son una ciencia.
Muchos filósofos creen que las matemáticas no son experimentalmente falsables y, por ende, no son una ciencia según la definición de Karl Popper. No obstante, en la década de 1930 una importante labor en la lógica matemática demuestra que las matemáticas no pueden reducirse a la lógica y Karl Popper llegó a la conclusión de que «la mayoría de las teorías matemáticas son, como las de física y biología, hipotético-deductivas. Por lo tanto, las matemáticas puras se han vuelto más cercanas a las ciencias naturales cuyas hipótesis son conjeturas, así ha sido hasta ahora». Otros pensadores, en particular Imre Lakatos, han solicitado una versión de Falsacionismo para las propias matemáticas.
Una visión alternativa es que determinados campos científicos (como la física teórica) son matemáticas con axiomas que pretenden corresponder a la realidad. De hecho, el físico teórico, John Michael Ziman, propone que la ciencia es «conocimiento público» y, por tanto, incluye a las matemáticas. En cualquier caso, las matemáticas tienen mucho en común con distintos campos de las ciencias físicas, especialmente la exploración de las consecuencias lógicas de las hipótesis. La intuición y la experimentación también desempeñan un papel importante en la formulación de conjeturas tanto en las matemáticas como en las otras ciencias. Las matemáticas experimentales siguen ganando representación dentro de las matemáticas. El cálculo y simulación están jugando un papel cada vez mayor tanto en las ciencias como en las matemáticas, atenuando la objeción de que las matemáticas no se sirven del método científico. En 2002 Stephen Wolfram propuso, en su libro Un nuevo tipo de ciencia, que la matemática computacional merece ser explorada empíricamente como un campo científico.
Las opiniones de los matemáticos sobre este asunto son muy variadas. Muchos matemáticos consideran que llamar a su campo ciencia es minimizar la importancia de su perfil estético, además supone negar su historia dentro de las siete artes liberales. Otros consideran que hacer caso omiso de su conexión con las ciencias supone ignorar la evidente conexión entre las matemáticas y sus aplicaciones en la ciencia y la ingeniería, que ha impulsado considerablemente el desarrollo de las matemáticas. Otro asunto de debate, que guarda cierta relación con el anterior, es si la matemática fue creada (como el arte) o descubierta (como la ciencia). Este es uno de los muchos temas de incumbencia de la filosofía de las matemáticas.
Los premios matemáticos se mantienen generalmente separados de sus equivalentes en la ciencia. El más prestigioso premio dentro de las matemáticas es la Medalla Fields, fue instaurado en 1936 y se concede cada cuatro años. A menudo se le considera el equivalente del Premio Nobel para la ciencia. Otros premios son el Premio Wolf en matemática, creado en 1978, que reconoce los logros en vida de los matemáticos, y el Premio Abel, otro gran premio internacional, que se introdujo en 2003. Estos dos últimos se conceden por un excelente trabajo, que puede ser una investigación innovadora o la solución de un problema pendiente en un campo determinado. Una famosa lista de esos 23 problemas sin resolver, denominada los «Problemas de Hilbert», fue recopilada en 1900 por el matemático alemán David Hilbert. Esta lista ha alcanzado gran popularidad entre los matemáticos y, al menos, nueve de los problemas ya han sido resueltos. Una nueva lista de siete problemas fundamentales, titulada «Problemas del milenio», se publicó en 2000. La solución de cada uno de los problemas será recompensada con 1 millón de dólares. Curiosamente, tan solo uno (la hipótesis de Riemann) aparece en ambas listas.

## Ramas de estudio de las matemáticas
La Sociedad Matemática Americana distingue unas 5.000 ramas distintas de matemática. En una subdivisión escolarizada de la matemática se distinguen cinco áreas de estudio básicas: la cantidad, la estructura, el espacio, el cambio y la variabilidad que se corresponden con la aritmética, el álgebra, la geometría, el cálculo, la probabilidad y estadística. Como señalaba Richard Courant «Es posible seguir una ruta directa a partir de los elementos fundamentales hasta puntos avanzados» para que puedan divisarse las directrices de la matemática como ciencia. Además, hay ramas de las matemáticas conectadas a otros campos, por ejemplo la lógica, teoría de conjuntos y las matemáticas aplicadas entre muchas otras tal como indica la Sociedad Matemática Americana.

### Matemática pura

#### Cantidad
| 1, 2, 3, …        | …, −2, −1, 0, 1, 2, … | −2, 2⁄3, 1,21      | −e, {\displaystyle {\boldsymbol {\sqrt {2}}}}, 3, {\displaystyle {\boldsymbol {\pi }}} | 2, i, −2 + 3i, 2ei4π⁄3 |
| Números naturales | Enteros               | Números racionales | Números reales                                                                         | Números complejos      |

#### Estructura
| {\displaystyle {\begin{matrix}(1,2,3)&(1,3,2)\\(2,1,3)&(2,3,1)\\(3,1,2)&(3,2,1)\end{matrix}}} |                   |                  |                  |                  |         |
| Combinatoria                                                                                  | Teoría de números | Teoría de grupos | Teoría de grafos | Teoría del orden | Álgebra |

#### Espacio
|           |               |                       |           |                   |                     |
| Geometría | Trigonometría | Geometría diferencial | Topología | Geometría fractal | Teoría de la medida |

#### Cambio
|         |                   |                          |                    |                 |                   |
| Cálculo | Cálculo vectorial | Ecuaciones diferenciales | Sistemas dinámicos | Teoría del caos | Análisis complejo |

### Matemática aplicada
El concepto «matemática aplicada» se refiere a aquellos métodos y herramientas matemáticas que pueden ser utilizados en el análisis o resolución de problemas pertenecientes al área de las ciencias básicas o aplicadas.
Muchos métodos matemáticos han resultado efectivos en el estudio de problemas en física, química, biología, medicina, ciencias sociales, ingeniería, economía, finanzas, ecología entre otras.
Sin embargo, una posible diferencia es que en matemática aplicada se procura el desarrollo de la matemática «hacia afuera», es decir su aplicación o transferencia hacia el resto de las áreas. Y en menor grado «hacia dentro» o sea, hacia el desarrollo de la matemática misma. Este último sería el caso de la matemática pura o matemática elemental.
La matemática aplicada se usa con frecuencia en distintas áreas tecnológicas para modelado, simulación y optimización de procesos o fenómenos, como el túnel de viento o el diseño de experimentos.

#### Estadística y ciencias de la decisión
La estadística es la rama de la matemática que estudia la variabilidad, así como el proceso aleatorio que la genera siguiendo leyes de probabilidad. Es un conocimiento fundamental para la investigación científica en algunos campos de la tecnología, como informática e ingeniería, y de las ciencias fácticas, como economía, genética, sociología, psicología, medicina, contabilidad, etc. En ocasiones, estas áreas de conocimiento necesitan aplicar técnicas estadísticas durante su proceso de investigación factual, con el fin de obtener nuevos conocimientos basados en la experimentación y en la observación, precisando para ello recolectar, organizar, presentar y analizar un conjunto de datos numéricos y, a partir de ellos y de un marco teórico, hacer las inferencias apropiadas.
Se consagra en forma directa al gran problema universal de cómo tomar decisiones inteligentes y acertadas en condiciones de incertidumbre. La estadística descriptiva sirve como fuente de instrucción en los niveles básicos de estadística aplicada a las ciencias fácticas y, por tanto, los conceptos manejados y las técnicas empleadas suelen ser presentadas de la forma más simple y clara posibles.

#### Matemática computacional
|                         |                         |                   |                     |                           |                     |                   |
| Física matemática       | Dinámica de fluidos     | Análisis numérico | Optimización        | Teoría de la probabilidad | Estadística         | Criptografía      |
|                         |                         |                   |                     |                           |                     |                   |
| Geometría computacional | Matemáticas financieras | Teoría de juegos  | Biología matemática | Química matemática        | Economía matemática | Teoría de control |